# 僵硬海参
僵硬海参（学名：Holothuria rigida）为海参科海参属的动物。分布于红海、桑给巴尔、马达加斯加、毛里求斯、印度尼西亚、澳大利亚、菲律宾群岛、东到夏威夷、北美西岸及巴拿马区、加拉巴哥群岛、西印度群岛以及中国大陆的广西、海南岛、西沙群岛等地，常见于常钻在石头或死珊瑚礁下边以及或缝隙内。该物种的模式产地在桑给巴尔。
其种加词“rigida”来源于拉丁文“rigidus”，意为“坚硬的，僵硬的”。